# کلاته بالا (سربیشه)
کلاته بالا یک روستا در ایران است که در دهستان درح شهرستان سربیشه واقع شده‌است. کلاته بالا ۲۲۸ نفر جمعیت دارد.